# Palaeorhiza rejecta
Palaeorhiza rejecta är en biart som beskrevs av Cockerell 1929. Palaeorhiza rejecta ingår i släktet Palaeorhiza och familjen korttungebin. Inga underarter finns listade i Catalogue of Life.